# Pasečnice
Pasečnice (deutsch Paschnitz) ist eine Gemeinde in Tschechien. Sie liegt fünf Kilometer südwestlich von Domažlice und gehört zum Okres Domažlice.

## Geographie
Pasečnice befindet sich am Rande der Naturparks Zelenov und Český les in der Cham-Further Senke (Všerubská vrchovina). Die Gemeinde liegt im Tal des Baches Zubřina um den Teich Pasečnický rybník; östlich des Teiches erstreckt sich Stará Pasečnice, das kleinere Nová Pasečnice liegt am Westufer. Nordöstlich erhebt sich die Zadní skála (600 m), im Südosten die Halovska (644 m), südlich die Salka (600 m) und der Spálený vrch (668 m) sowie im Südwesten der Sedlácko (630 m). Nördlich und westlich von Pasečnice führt die Bahnstrecke Plzeň–Furth im Wald durch das Tal der Bystřice, der nächste Haltepunkt ist Babylon. Die Abzweigstelle Pasečnice der Bahnstrecke Domažlice–Tachov liegt knapp drei Kilometer nördlich des Ortes auf dem Gebiet von Trhanov.
Nachbarorte sind Nad Fajty, Na Pile, Valcha und Havlovice im Norden, Domažlice, Stráž und Nevolice im Nordosten, Tlumačov, Mrákov und Starý Klíčov im Osten, Pelechy im Südosten, Šnory, Nový Spálenec, Spáleneček und Stará Huť im Süden, Nová Kubice und Česká Kubice im Südwesten, Babylon im Westen sowie Baštírna, Pila, Na Pohodnici und U Honesa im Nordwesten.

## Geschichte
Pasečnice wurde wahrscheinlich im 13. Jahrhundert durch das Kloster Kladruby gegründet, das im Ort eine Propstei unterhielt. Die erste urkundliche Erwähnung des Dorfes erfolgte im Jahre 1393 im Zusammenhang mit dem Propst Racek. Zu Beginn der Hussitenkriege erlosch die Propstei. Im 15. Jahrhundert wurde das Dorf einschließlich der Kirche St. Laurentius niedergebrannt, seine Fluren wurden später von Tauser Bürgern erworben. Im Jahre 1579 erwarb Jakub Skala aus Taus den Hof der Böhmischen Kammer in Pasečnice, sein Sohn Jan verkaufte ihn 1586 für 500 Meißnische Groschen an die Stadt Taus. Diese ließ das wüste Dorf am 4. April 1590 mit tschechischen Siedlern wiederbesiedeln. Im 18. Jahrhundert wurde an der Salka Alaunschiefer abgebaut und in Stará Huť eine Alaunhütte betrieben.
Nachdem durch ein kaiserliches Patent vom 1. März 1777 der Hof Pasečnice, der Meierhof Havlovice, der Kleine Hof Böhmisch Kubitzen sowie der Hof Býšen aus dem Besitz der Stadt Taus konfisziert worden waren, wurden auf deren Fluren mit der Ansiedlung von Familianten begonnen. Die durch Parzellierung des Hofes Pasečnice entstandene Siedlung Nová Pasečnice wurde 1789 erstmals schriftlich erwähnt. Das ältere Dorf wurde fortan Stará Pasečnice genannt. Stará Pasečnice, Nová Pasečnice, Česká Kubice, Havlovice, Babylon und Petrovice bildeten eine Dorfgemeinde, die Niedere Gerichtsbarkeit übte der Richter in Petrovice aus.
Nach der Aufhebung der Patrimonialherrschaft bildeten Nová Pažežnice/Neu Paschnitz und Stará Pažežnice/Alt Paschnitz ab 1850 Ortsteile der Gemeinde Havlovice im Gerichtsbezirk Taus. Ab 1868 gehörten beide Dörfer zum Bezirk Taus.
Im Jahre 1880 lösten sich Česká Kubice, Nová Pažežnice und Stará Pažežnice von Havlovice los und bildeten die Gemeinde Pažežnice. 1916 erfolgte die Aufteilung der Gemeinde Pažežnice in die zwei Gemeinden Pažežnice und Česká Kubice. Zu Beginn des 20. Jahrhunderts führte die Gemeinde den tschechischen Namen Pašešnice t. Pažežnice, die heutige Namensform Pasečnice wurde 1923 eingeführt. 1907 wurden beim Bau einer Scheune auf dem Anwesen Stará Pasečnice Nr. 34, genannt U Kostelíku, die Grundmauern der mittelalterlichen Kirche St. Laurentius aufgefunden. Beim Zensus von 1921 lebten in der Gemeinde 555 Personen, darunter 546 Tschechen und neun Deutsche. Zwischen 1985 und 1990 gehörten Nová Pasečnice und Stará Pasečnice als Ortsteile zu Domažlice, seit dem 24. November 1990 besteht die Gemeinde Pasečnice wieder. Im Jahre 2003 wurde die Kirche erbaut.

## Gemeindegliederung
Die Gemeinde Pasečnice besteht aus den Ortsteilen Nová Pasečnice (Neu Paschnitz) und Stará Pasečnice (Alt Paschnitz). Grundsiedlungseinheiten ist Pasečnice. Zu Pasečnice gehören außerdem der Weiler Stará Huť sowie die Einschichten U Honesa und Na Pohodnici.

## Sehenswürdigkeiten
- Kirche des heiligen Franz von Assisi in Stará Pasečnice, sie entstand im Jahre 2003 und wurde am 4. Oktober 2003 geweiht[5]
- Naturdenkmal Salka